# Долгопят, Дмитрий Ильич
Дмитрий Ильич Долгопят (род. 1 ноября 1972) — американский математик.

## Биография
Закончил московскую 57-ю математическую школу (1989).
После окончания Московского государственного университета в 1994 году эмигрировал с родителями в США. В 1994—1997 годах проходил аспирантуру в Принстонском университете, где защитил диссертацию доктора философии по математике под руководством Я. Г. Синая (On Statistical Properties Of Geodesic Flows On Negatively Curved Surfaces).
С 1997 года — в Мэрилендском университете в Колледж-Парке (впоследствии профессор).
Был приглашённым докладчиком на Международном конгрессе математиков в Мадриде (2006). Лауреат Премии Михаила Брина в области динамических систем (2009).
Основные труды в области теории динамических систем, в том числе хаотических систем и эргодической теории.

## Публикации
- Keith Burns, Dmitry Dolgopyat, Yakov Pesin (editors). Geometric and Probabilistic Structures in Dynamics. Workshop on Dynamical Systems and Related Topics in Honor of Michael Brin on his 60th Birthday. March 15—18, 2008. University of Maryland, College Park, MD. Providence: American Mathematical Society, 2008. — 340 pp.
- Nikolai Chernov, Dmitry Dolgopyat. Brownian Brownian Motion-I. Societe mathematique de France, 2009. — 193 pp.
- Dmitry Dolgopyat. Repulsion from Resonances. Societe mathematique de France, 2010. — 119 pp.
- Dmitry Dolgopyat, Yakov Pesin, Mark Pollicott, Luchezar Stoyanov (editors). Hyperbolic Dynamics, Fluctuations and Large Deviations. Proceedings of Symposia in Pure Mathematics. Providence: American Mathematical Society, 2015. — 339 pp.